# Вулиця Родини Костюків
Ву́лиця Роди́ни Костю́ків — вулиця в Оболонському районі міста Києва, промислова зона Оболонь. Пролягає від проспекту Степана Бандери до безіменного проїзду до вулиці Ореста Субтельного (фактично), Вербової вулиці (згідно з рішенням про найменування).

## Історія
Виникла наприкінці 2010-х під проєктною назвою вулиця Проектна 13094. Названа на честь родини українських науковців Григорія, Платона та Олександра Костюків — з 2018 року.